# Ulrich Bonnell Phillips
Ulrich Bonnell Phillips (* 4. November 1877 in LaGrange, Georgia; † 21. Januar 1934) war ein US-amerikanischer Historiker. Er galt als führender Historiker des US-amerikanischen Südens und der Sklaverei in den Vereinigten Staaten.

## Leben
Sein Vater war ein Kaufmann mit Nordstaaten-Hintergrund, seine Mutter kam aus einer Südstaaten-Plantagenbesitzerfamilie. Phillips ging in New Orleans zur Schule und studierte Geschichte an der University of Georgia mit dem Bachelor-Abschluss 1897 und dem Master-Abschluss 1899. Dabei studierte er auch ein Sommersemester 1898 an der University of Chicago bei Frederick Jackson Turner. 1902 wurde er an der Columbia University bei William Archibald Dunning promoviert, der eine Schule von Historikern der Reconstruction-Ära leitete. Seine Dissertation Georgia and State Rights erhielt den Justin Winsor Preis und wurde von der American Historical Association veröffentlicht. Von 1902 bis 1908 lehrte er an der University of Wisconsin–Madison. Nachdem er im Herbst 1907 Gastprofessor an der Tulane University gewesen war, wurde er dort 1908 Professor. 1911 wechselte er an die University of Michigan. 1929 wurde er Professor an der Yale University. Er beabsichtigte noch Bücher über den Bürgerkrieg und seine Vorgeschichte sowie den modernen Süden der USA zu schreiben, starb aber 1934 an Kehlkopfkrebs.
In seinen frühen Arbeiten vertrat er die These, dass Sklavenarbeit im Süden unrentabel war und insgesamt der Wirtschaft in den Südstaaten schädlich, da der Süden deswegen in der Industriellen Revolution hinterherhinkte. Er wertete systematisch Südstaaten-Quellen wie die Buchführung von Plantagen aus. Bekannt ist er insbesondere für seine Werke American Negro Slavery (1918) und Life and Labor in the Old South (1929), in denen er die Sklavenwirtschaft in den Südstaaten analysierte und mit der in der Karibik verglich. Ihm ist aber auch eine konservative, tendenziell rassistische Interpretation der Sklaverei vorgeworfen worden, da er sie nicht als brutales Ausbeutungssystem sah, sondern als gegenseitiges Abhängigkeitsverhältnis von Sklave und Besitzer, das reziproke Verhaltens-Kodizes konventioneller Moral zur Folge gehabt habe.
Aufgrund seines Buchs von 1929 wurde er 1929/30 Fellow der Albert Kahn Foundation.
Er war seit 1911 mit Lucie Mayo-Smith verheiratet und hatte drei Kinder.

## Schriften
- Georgia and State Rights; a Study of the Political History of Georgia from the Revolution to the Civil War, with Particular Regard to Federal Relations. American Historical Association Report for the Year 1901, Vol. 2. United States Government Printing Office, 1902
- Transportation in the Antebellum South: An Economic Analysis, Quarterly Journal of Economics, Band 19, 1905, S. 434–458.
- History of the Transportation in the Eastern Cotton Belt to 1860, 1908, New York 1968
- Herausgeber: Plantation and Frontier Documents 1649-1863; Illustrative of Industrial History in the Colonial and Antebellum South: Collected from MSS. and Other Rare Sources, 2 Bände, Arthur H. Clark 1909
- Herausgeber: The Correspondence of Robert Toombs, Alexander H. Stephens and Howell Cobb, Washington 1913
- The Life of Robert Toombs, Macmillan, 1913
- The Origin and Growth of the Southern Black Belts, American Historical Review, Band 11, 1906, S. 798–816
- American Negro Slavery. a Survey of the Supply, Employment, and Control of Negro Labor, as Determined by the Plantation Regime, New York, London: D. Appleton and Company 1918, Project Gutenberg, Neuauflage Louisiana State University Press 1966
- The central theme of Southern History, American Historical Review, Band 34, 1928, S. 30–43
- Life and Labor in the Old South, Boston: Little, Brown and Company 1929
- The course of the South to secession; an interpretation, New York, London: Appleton Century 1939 (Herausgeber E. Merlton Coulter)
- Slave Economy of the Old South: Selected Essays in Economic and Social History, Herausgeber Eugene Genovese, Louisiana State University Press 1968
- Economic and Political Essays on the Ante-Bellum South, New York: B. Franklin 1970